# Манзала
Манзала или Мензала (в древността – Танис) (на арабски: بحيرة المنزلة baḥīrat manzala), е солена, плитководна лагуна (езеро) в североизточната част на делтата на Нил, между ръкава Думят на запад и Суецкия канал на изток, в Египет. На север поредица от пясъчни коси отделя езерото Манзала от Средиземно море, като се свързва с него чрез няколко тесни протока. Дължината му от запад-северозапад на изток-югоизток е около 60 km, ширината до 30 km, а площта – 1360 km². В него са разположени множество малки пясъчни островчета. В източната част на лагуната преминава най-северният участък на Суецкия канал, а на запад, между градовете Думят и Ел Матария – плавателният канал Мезала с дължина около 35 km. Водите на лагуната са богати на различни видове риба. От юг в него се вливат (завършват) напоителните канали Ес Сагир, Хадус, Сафт, Факус.